# Aaron Carver
Aaron Carver (Elizabeth City, Carolina del Norte; 30 de agosto de 1996) es un baloncestista estadounidense que pertenece a la plantilla del Leuven Bears de la BNXT League. Con 2,01 metros de estatura, juega en la posición de ala-pívot.

## Trayectoria deportiva

### Universidad
Jugó cuatro temporadas con los Monarchs de la Universidad de Old Dominion, en las que promedió 2,6 puntos y 5,6 rebotes por partido. En su última temporada fue incluido en el mejor quinteto defensivo de la Conference USA.

### Profesional
Tras no ser elegido en el Draft de la NBA de 2020, el 25 agosto firmó su primer contrato profesional con el KD Hopsi Polzela de la liga eslovena. Jugó una temporada en la que promedió 13,4 puntos y 11,5 rebotes por partido, mejor reboteador de la liga.
El 24 de julio de 2021 firmó con el equipo del BC Novosibirsk de la Superliga de Rusia, la segunda división del país.
Tras un breve paso por el Zenit de San Petersburgo, el 27 de junio de 2022 fichó por el Novipiu Casale Monferrato de la Serie A2 italiana. Completó una temporada en la que promedió 9,3 puntos y 9,7 rebotes por encuentro.
El 31 de julio de 2023 fichó por el Medi Bayreuth de la ProA, la segunda división alemana.
El 9 de julio de 2024 fichó por el equipo belga del Leuven Bears de la BNXT League.